# Усадище (Осиновичская волость)
Усадище — деревня в Карамышевской волости Псковского района Псковской области России.
Расположена в 12 км к юго-западу от села Карамышево и в 52 км к юго-востоку от центра города Пскова.
Численность населения деревни по состоянию на 2000 год составляла 27 человек.
До 1 января 2010 года деревня входила в состав ныне упразднённой Осиновичской волости.